# GQ JAPAN
『GQ JAPAN』（ジーキュウジャパン）は、コンデナスト・ジャパンが発売している男性向けファッション・カルチャー雑誌である。毎月24日発売。
1931年にアメリカで創刊され、世界19か国で発行・発売されている、アメリカの代表的な男性ファッション雑誌・『GQ』の日本版。雑誌名はGentlemen's Quarterlyの略で、初期は季刊であったことから「男性向け季刊誌」を意味する。アメリカ版の発行部数は93万部。

## 概要
若手ビジネスマンをターゲットとし、主に、世界的名門ファッションブランドの新作コレクション、高級腕時計などファッション関連、政治・経済、芸能、IT、ビジネスノウハウなどのジャーナリズム、車、グルメといったカルチャー関連のテーマを幅広く取り上げる。
『GQ JAPAN』は1993年2月6日、中央公論社（現中央公論新社）より初創刊。表紙はビル・クリントンとアル・ゴア。特集は「THE ROCK'N' ROLL 40年」。創刊発行人は嶋中鵬二、編集人は嶋中行雄。
1997年6月号より中央公論社の関連会社中央公論インターナショナルに編集業務を移管、1999年8月号より中央公論インターナショナルから嶋中書店に改名した同社からの編集発行に。 2001年12月、コンデナスト・パブリケーションズとのライセンス契約満了により2002年1月号で休刊。
2003年6月号としてコンデナスト・パブリケーションズが100%出資するコンデナスト・ジャパンが再創刊。再創刊時の編集発行人は、元マガジンハウスの斎藤和弘。再創刊号の特集は「小泉首相にアポなしで会える人!?」。また、藤原紀香の大胆なショットを掲載し話題を呼んだ。
発行部数は公称65,000部。2012年5月号よりリニューアルし、ファッションに関する特集・連載を増やしたほか、綴じ側が右から左に変更された。記事の内容は本国版と似通っているが、大部分が日本固有のもので、お笑い芸人、グラビアアイドルなど日本の芸能界に関する記事も掲載される。誌面の肩に「GQ PROMOTION」と表記された特集は特定スポンサーとのタイアップ（記事広告）で、1号につき1 - 5か所に掲載されている。巻末には自社広告ページがあり、このうち4面が本誌オフィシャルサイト、iPad・iPhone・iPod touch向けアプリ、『VOGUE JAPAN』（2面）に割り当てられる。『WIRED』、『VOGUE HOMMES』などの発売日に近い号では、これらの媒体にもページが割り当てられる。
日本以外の一部の国では、増刊号としてファッション関連の掲載を増やした『GQ Style』も発売されている。日本でも『VOGUE HOMMES JAPAN』休刊後、2013年5月号の別冊付録として2013年春夏号が展開され、その後2013年秋冬号からの単独創刊が予定されていたが、この1号限りで中止となった。
2010年5月、紙媒体のコンテンツにムービーなどを加えたデジタルマガジンを創刊。GQ JAPANストアアプリからのダウンロード数は61,000。

## GQ Men of the Year
2006年から「GQ Men of the Year」が日本でもスタートし、各分野で活躍した男性を毎年表彰している。
2012年には、「GQ Woman of the Year」として、草間彌生が初めて女性が受賞。
2013年には、『GQ JAPAN』の創刊10周年を記念し、10年間活躍を続けてきた男性を称える「GQ Men of the Decade 2013」も合わせて表彰された。
2015年には今後さらなる活躍が期待される人を称えるとして、特別賞「Discovery of the Year」が創設され、第1回の受賞者はBABYMETALだった。

### 受賞者一覧
※ 肩書は表彰当時のもの。
第1回（2006年）
- 安倍晋三（内閣総理大臣）
- 宇野康秀（USEN 代表取締役社長）
- 徳岡邦夫（京都吉兆嵐山店 総料理長）
- 古田敦也（東京ヤクルトスワローズ 監督 兼 選手）
- リリー・フランキー

第2回（2007年）
- 原辰徳（読売ジャイアンツ 監督）
- 東国原英夫（宮崎県知事）
- 平松宏之（ひらまつ 代表取締役社長）
- 茂木健一郎
- 柳井正（ファーストリテイリング 代表取締役会長 兼 社長）
- ルー大柴

第3回（2008年）
- 朝原宣治（北京オリンピック 陸上日本代表 陸上男子400メートルリレー 銅メダリスト）
- 北野武
- 世界のナベアツ
- NIGO®
- 松本潤（嵐 メンバー）
- 村上隆

第4回（2009年）
- 岩隈久志（東北楽天ゴールデンイーグルス 選手）
- 櫻井翔（嵐 メンバー）
- 笑福亭鶴瓶
- 原田泳幸（日本マクドナルド 代表取締役会長 兼 社長 兼 CEO）
- 三谷幸喜

第5回（2010年）
- 秋元康
- 香川照之
- 孫正義
- 西沢立衛
- 野口聡一
- 白鵬翔（第69代横綱）
- 本田圭佑（2010 FIFAワールドカップ 日本代表 選手）
- 向井理

第6回（2011年）
- 大野智（嵐 リーダー）
- 坂本龍一
- 佐々木則夫（サッカー日本女子代表 監督）
- 田中良和（グリー 代表取締役社長）
- ダルビッシュ有（北海道日本ハムファイターズ 選手）

第7回（2012年）
- 有吉弘行
- 織田裕二
- 北島康介（ロンドンオリンピック 競泳日本代表 男子400メートルメドレーリレー銀メダリスト）
- 篠山紀信
- ヒャダイン
- 前澤友作（スタートトゥデイ 代表取締役）
- 村田諒太（ロンドンオリンピック ボクシング日本代表 ミドル級金メダリスト）

第8回（2013年）
- 朝井リョウ
- 宮藤官九郎
- 堺雅人
- 林修（東進ハイスクール 現代文科講師）

第9回（2014年）
- ウルフルズ
- 小栗旬
- 唐沢寿明
- 劇団ひとり
- 坂上忍
- 鈴木敏夫
- 園子温
- 布袋寅泰

第10回（2015年）
- 五郎丸歩（ラグビーワールドカップ2015 日本代表 選手）
- 鈴木亮平
- 葉加瀬太郎
- 又吉直樹（ピース メンバー）
- 松岡修造
- 吉田鋼太郎

第11回（2016年）
- 菅田将暉
- 渡辺謙
- 吉川晃司
- 小澤征爾
- トレンディエンジェル
- ベイカー茉秋（リオデジャネイロオリンピック 柔道日本代表 男子90kg級金メダリスト）
- 陸上男子400メートルリレー日本代表（リオデジャネイロオリンピック 陸上日本代表 陸上男子400メートルリレー銀メダリスト）
  - 飯塚翔太
  - 桐生祥秀
  - ケンブリッジ飛鳥
  - 山縣亮太

第12回（2017年）
- 稲垣吾郎
- 草彅剛
- 香取慎吾
- 佐藤琢磨
- 長谷川博己
- 秋山竜次（ロバート メンバー）
- 佐藤天彦（第75期名人）
- 野田洋次郎（RADWIMPS メンバー）
- 斎藤工

第13回（2018年）
- 田中圭
- リリー・フランキー
- 美輪明宏
- 千鳥
- 竹内涼真
- DA PUMP
- 国枝慎吾
- 是枝裕和
- 辻一弘

第14回（2019年）
- ラグビーワールドカップ2019 日本代表
  - リーチマイケル
  - トンプソンルーク
  - 田村優
  - 松島幸太朗

- 五十嵐カノア（プロサーファー）
- 横浜流星
- 草刈正雄
- 賀来賢人
- 石原良純
- kemio（YouTuber）
- ムロツヨシ
- 霜降り明星
- King & Prince

第15回（2020年）
- 星野源 - インスピレーション・オブ・ザ・イヤー賞
- 大坂なおみ - アクティビスト・オブ・ザ・イヤー賞
- Snow Man - ポップ・アイコン・オブ・ザ・イヤー賞
- 黒沢清 - フィルム・ディレクター・オブ・ザ・イヤー賞／アウディ・モスト・プログレッシヴ・マン賞
- 瑛人 - ブレイクスルー・ソング・オブ・ザ・イヤー賞
- 福澤克雄 - TVドラマ・ディレクター・オブ・ザ・イヤー賞
- 本木雅弘 - アクター・オブ・ザ・イヤー賞
- NIGO - ファッション・デザイナー・オブ・ザ・イヤー賞
- 田中みな実 - ブレイクスルー・ウーマン・オブ・ザ・イヤー賞
- EXIT - ベスト・コメディ・デュオ・オブ・ザ・イヤー賞
- SixTONES - ポップ・アイコン・オブ・ザ・イヤー賞

第16回（2021年）
- TOMORROW X TOGETHER - ポップ・アイコン・オブ・ザ・イヤー賞
- 有村架純 - アクトレス・オブ・ザ・イヤー賞
- ゆりやんレトリィバァ - コメディアン・オブ・ザ・イヤー賞
- 北村匠海 - ブレイクスルー・アクター・オブ・ザ・イヤー賞
- 志尊淳 - インスピレーション・オブ・ザ・イヤー賞
- LEX（レックス） - ブレイクスルー・アーティスト・オブ・ザ・イヤー賞
- JP THE WAVY - ラップ・アーティスト・オブ・ザ・イヤー賞
- 役所広司 - アクター・オブ・ザ・イヤー賞
- マヂカルラブリー - コメディ・デュオ・オブ・ザ・イヤー賞
- 北大路欣也 - レジェンド・オブ・ザ・イヤー賞
- ヒーロー・オリンピアン・オブ・ザ・イヤー賞
  - 堀米雄斗（東京オリンピック スケートボード・男子ストリート金メダリスト）
  - 五十嵐カノア（東京オリンピック 男子サーフィン銀メダリスト）
  - 野口啓代（東京オリンピック 女子スポーツクライミング銅メダリスト）
  - 都筑有夢路（東京オリンピック 女子サーフィン銅メダリスト）
  - 阿部一二三（東京オリンピック 柔道日本代表 男子66kg級金メダリスト）
  - 阿部詩（東京オリンピック 柔道日本代表 女子52kg級金メダリスト）

第17回（2022年）
- 大泉洋 - ベスト・アクター・オブ・ザ・イヤー賞
- 町田啓太 - ブレイクスルー・アクター・オブ・ザ・イヤー賞
- Sexy Zone - ポップ・アイコン・オブ・ザ・イヤー賞
- Awich - ベスト・ラッパー・オブ・ザ・イヤー賞
- 川上未映子 - ベスト・オーサー・オブ・ザ・イヤー賞
- 川原渓青 - インスピレーショナル・インフルエンサー・オブ・ザ・イヤー賞
- チョコレートプラネット - ベスト・コメディ・デュオ・オブ・ザ・イヤー賞
- 那須川天心 - ベスト・スポーツマンオブ・ザ・イヤー賞

第18回（2023年）
- 安藤サクラ - メン・オブ・ザ・イヤー・ベスト・アクター賞
- 山田裕貴 - メン・オブ・ザ・イヤー・ブレイクスルー・アクター賞
- 役所広司 - メン・オブ・ザ・イヤー・レジェンダリー・アクター賞
- BRIGHT - メン・オブ・ザ・イヤー・ベスト・アジアン・エンターテイナー賞
- ヒコロヒー - メン・オブ・ザ・イヤー・ブレイクスルー・エンターテイナー賞
- Mrs. GREEN APPLE - メン・オブ・ザ・イヤー・ベスト・アーティスト賞
- 新しい学校のリーダーズ - メン・オブ・ザ・イヤー・ブレイクスルー・アーティスト賞
- 久石譲 - メン・オブ・ザ・イヤー・レジェンダリー・ミュージシャン賞
- 吉田正尚 - メン・オブ・ザ・イヤー・ベスト・ベースボールプレイヤー賞
- ラーズ・ヌートバー - メン・オブ・ザ・イヤー・ブレイクスルー・ベースボールプレイヤー賞
- 桑田悟史 - メン・オブ・ザ・イヤー・ブレイクスルー・ファッションデザイナー賞

第19回（2024年）
- 杉咲花 - ベスト・アクター賞
- 仲野太賀 - ブレイクスルー・アクター賞
- ファーストサマーウイカ - ブレイクスルー・エンターテイナー賞
- 堀米雄斗 - ベスト・アスリート賞
- 北口榛花 - ベスト・アスリート賞
- 石川祐希 - ベスト・チーム賞
- Number_i - ベスト・ミュージックグループ賞
- 岡村和義 - ベスト・コラボレーション賞
- 村上隆 - ベスト・アーティスト賞
- 岩井良太 - ブレイクスルー・ファッションデザイナー賞

#### その他賞受賞者
GQ Woman of the Year
- 2012年 - 草間彌生
- 2018年 - 浅田真央

GQ Men of the Decade 2013
- Yellow Magic Orchestra
- 佐藤浩市
- 爆笑問題
- 三浦知良

特別賞
- 2015年 - BABYMETAL